# イマジニア
イマジニア株式会社（英: Imagineer  Co., Ltd.）は、東京都新宿区に本社を置くコンテンツ提供会社。

## 会社概要
社名は「Imagination（想像）」と「Engineer（技師）」を組み合わせた造語で「想像を形に変える者」の意味。
かつてはミサワホームホールディングスのグループ企業であり、「コンピューター技術と融合する未来の住宅像」を研究するために設立された経緯がある。当初はコンピューターゲームソフト制作が業務の中心であり、メディアミックスの先駆け『銀河伝承』でファミリーコンピュータ市場に参入。任天堂・NTTとディスクファクスを共同開発したのを契機に大人向けゲームを手がけるようになり、日本国外タイトルの移入に力を注いだ。
1998年に子会社のロケットカンパニーを設立した後は携帯電話を利用したコンテンツビジネスを主体に置いてきたが、2016年7月1日にロケットカンパニーを吸収合併、同年12月発売のニンテンドー3DS用タイトル『ぐでたま おかわりいかがっすかー』よりコンシューマゲーム事業に再参入した。
2013年4月1日には、野球雑誌『野球太郎』の発行元であるナックルボールスタジアムを吸収合併した。
2015年7月1日には再生可能エネルギー事業にも参入したが、2020年3月31日をもって事業を中止した。

## 主なソフトウェア
- 銀河伝承
- 消えたプリンセス
- 聖剣サイコカリバー
- 松本亨の株式必勝学
- ポピュラス
- パワーモンガー
- マルチレーシングチャンピオンシップ
- シムシリーズ（参: Category:シムシリーズ）
  - シムシティシリーズ
    - シムシティ
    - シムシティ2000
    - シムシティJr

  - シムアース
  - シムアント
- ゲームソフトをつくろう
- ギャラクシーウォーズ（販売のみ）
- メダロット
- 若貴大相撲 〜夢の兄弟対決〜
- 月面のアヌビス
- ざくろの味
- サンリオタイムネット 過去編・未来編
- スペースネット コスモレッド・コスモブルー
- スーパーループス
- ウルフェンシュタイン3D
- バーチャルソー
- キラッと解決! 64探偵団
- メルティランサー
- ハートビートスクランブル
- ファイティングカップ
- シナモン ゆめの大冒険
- 制服伝説プリティ・ファイター
- 快刀乱麻・快刀乱麻 雅
- ザ・コンビニ
- 龍王三国演義
- DOOM（98版）
- 四川風激辛麻雀2
- ガッツンガーターズ
- アパッチロングボウ
- アンダーグラウンドミッション
- デカスロン
- RAC RALLY CHAMPIONSHIP
- 三國演義シリーズ
- F22エアドミナンズファイター
- スーパーリアル3Dピンボール
- ハインド
- ハイリワード
- スターファイター3000
- メガロマニア 時空大戦略（英語版）
- シーザー3
- ポピュラス2
- ドライバー3
- エピック
- 実践麻雀 AI
- オリュンポスの戦い
- プロサッカー
- プロフットボール
- PGAツアーゴルフ
- 4IN1 FUN PAK
- SPLITZ 似顔絵15ゲーム
- ラスベガスドリーム
- ドラッキーシリーズ
- ギャラクシーロボ
- 詰め将棋 百番勝負
- スーパービリヤード チャンピオンシップ
- 本家花札
- 競馬エイトスペシャル2
- 2ワールドクラスラグビー
- スーパーレッスルエンジェルス
- 渓流王サンスポフィッシング
- バトルクロス
- プリティファイターX
- バーチャルバレーボール
- 就職ゲーム
- バーチャルオープンテニス
- 海底大戦争
- 昇龍三國演義
- 3Dレミングス
- TFX
- 超空間ナイター プロ野球キング
- 太平洋の嵐2
- 天下制覇
- ぱにっくちゃん
- トランスポートタイクーン
- メダロットシリーズ
- kitty the kool
- スーパーユーロサッカー2000
- マイト・アンド・マジック
- シナモロールここにいるよ
- リラックマなまいにち
- 太平洋戦史 蒼きソロモンの墓標
- 放課後 IN Beppin 女学院
- 犯行写真
- 恋愛講座Real Age
- Fit Boxing
- ミステリーの歩き方

など

## モバイルメディア事業本部コンテンツ事業部
ナックルボールスタジアム
2013年4月1日にナックルボールスタジアムを吸収合併し、モバイルメディア事業本部コンテンツ事業部ナックルボールスタジアムとなった。
- 野球太郎 - 発行元。発売は廣済堂出版。

## 再生可能エネルギー事業本部
2015年7月1日に事業開始し、農業用水路を活用した小水力発電を中心とする再生可能エネルギー発電事業を展開した。社外取締役には、工学者で三菱総合研究所理事長を務める小宮山宏が就任した。
2019年2月20日開催の取締役会により、2020年3月31日をもって再生可能エネルギー事業を中止することが決議された。